# Chie Sawada
Chie Sawada – japońska zapaśniczka w stylu wolnym. Wicemistrzyni Azji w 1997 roku.